# Roland Haldi
Roland Haldi, né le 12 janvier 1979 à Saanen, est un snowboardeur suisse, spécialiste du slalom parallèle et du slalom géant parallèle. 

## Carrière
Faisant ses débuts en Coupe du monde en 2001, il termine troisième pour son premier podium lors du slalom géant de Kronplatz en décembre 2004 et remporte sa première épreuve à Bardonnèche en février 2007. En 2010, il dispute ses seuls Jeux olympiques à Vancouver, il y est vingtième au slalom géant parallèle. Après une interruption de carrière de presque deux ans entre mars 2011 et fin 2012, il réussit à se qualifier pour les Championnats du monde de Stoneham.

## Palmarès

### Jeux olympiques d'hiver
| Épreuve / Édition      | Épreuve / Édition      | Vancouver 2010 |
| Slalom géant parallèle | Slalom géant parallèle | 20e            |

### Championnats du monde
| Épreuve / Édition      | Épreuve / Édition      | Whistler 2005 | Arosa 2007 | Gangwon 2009 | La Molina 2011 | Stoneham 2013 |
| Slalom géant parallèle | Slalom géant parallèle | 7e            | -          | -            | 8e             | -             |
| Slalom parallèle       | Slalom parallèle       | 11e           | 20e        | 9e           | 15e            | 12e           |

### Coupe du monde
- Meilleur classement en parallèle : 4e en 2007.
- 9 podiums dont 1 victoire.